# So-Called Chaos
So-Called Chaos is het zevende album van Alanis Morissette en werd uitgebracht in 2004. De eerste single van dit album is 'Everything'. Als tweede single werd 'Out Is Through' in Europa uitgebracht en 'Eight Easy Steps' in de Verenigde Staten.